# Craspedosis swinhoei
Craspedosis swinhoei är en fjärilsart som beskrevs av Rothschild 1915. Craspedosis swinhoei ingår i släktet Craspedosis och familjen mätare. Inga underarter finns listade i Catalogue of Life.